# Gerald Tait
Gerald Tait (Campbeltown, 7 de novembro de 1866 — 19 de dezembro de 1938) foi um velejador britânico, campeão olímpico. Ele competiu nos Jogos Olímpicos de Verão de 1908 na classe 12 Metre e conquistou a medalha de ouro na disputa a bordo do Hera com Thomas Glen-Coats, John Downes, John Aspin, John Buchanan, James Clark Bunten, Arthur Downes, David Dunlop, John Mackenzie e Albert Martin. Tait era sócio de um escritório de advocacia em Girvan e secretário do Lord-Lieutenant de Ayrshire.